# Sljudnati tintovec
Sljudnati tintovec (znanstveno ime Coprinellus micaceus) je gliva iz rodu tintovcev (Coprinellus).

## Značilnosti
Klobuk je širok od 2 do 4 cm, najprej ovalen nato zvonast, tenkomesnat z nažlebkanim robom. Rumeno rjave barve s temnejšim osredjem.Posut z bleščečimi zrnic, ki spominjajo na sljudo in pri starih gobah izginejo.
Lističi so široki, zelo gosti in zaokroženi ob betu. Najprej beli, nato sivo rjavi in na koncu počrnijo in se utekočinijo. Slednje se zgodi že nekaj ur potem, ko jih naberemo.
Bet je visok od 5 do 8 cm, pod klobukom tanjši kot pri dnišču, cevasto izvotljen in gladek.
Meso je tanko, krhko in enake barve kot klobuk.

## Razširjenost in življenjski prostor
Raste v večjih skupinah od pomladi do jeseni na razpadajočem lesu, ki je lahko tudi zakopan v zemljo.
Kozmopolitska vrsta, razširjena po vsemu svetu.

## Mikroskopske značilnosti
Trosni prah je črno rjav. Trosi so podolgovato elipsasti, velikosti 7-10 x 2-5 µm.
Trosi imajo kalilno poro, vdolbinico na površini, skozi katero vzkali micelij.
Ima štiri trosne bazidije, ki se razvijajo v štirih ločenih generacijah. Bazidiji prve generacije so najbolj štrleči in segajo najdlje iz površine lističev. Naslednje generacije so vedno krajše in manj štrleče. Pri opazovanju z mikroskopom lahko razločno vidimo štiri različne sklope bazidijev, s štirimi območji izločanja trosov. Ko bazidiji sprostijo vse svoje trose, se začnejo utekočinjati in tako naredijo prostor naslednjemu nizu. Zamaknjena postavitev zmanjša možnost, da bi trosi med sproščanjem trčili v sosednje bazidije.

## Podobne vrste
- štorov tintovec (Coprinellus truncorum)
- domači tintovec (Coprinellus domestictus)
- kosmičasti tintovec (Coprinellus flocculosus)
- prava tintnica (Coprinus atramentarius)
- razsejani tintovec (Coprinopsis disseminatus)
- zbledela kandolovka (Candolleomyces candolleanus)

## Uporabnost
Pogojno užitna, dokler je še mlada in še ne kaže znakov črnenja.
Ugotovljeno je bilo, da ne vsebuje koprina, toksina ki posnema disulfiram - učinkovino v zdravilih za pomoč pri odvajanju od zasvojenosti z alkoholom. Torej ne povzroča koprinskega sindroma, če jo uživamo sočasno z alkoholom, kot na primer prava tintnica (Coprinus atramentarius).

## Taksonomija
Sljudnatega tintovca je prvi omenil in na lesorezu ilustriral botanik Carolus Clusius v verjetno prvi objavljeni monografiji o glivah - Rariorum plantarum historia (Zgodovina redkih rastlin) iz leta 1601. Clusius je pomotoma verjel, da je vrsta strupena in jo zato uvrstil v rod Fungi perniciales (škodljive glive).
Prvi znanstveni opis vrste prispeval francoski botanik Jean Baptiste François Pierre Bulliard leta 1786 kot Agaricus micaceus.
Leta 1801 je Christian Hendrik Persoon združil vse glive z lističi, ki se utekočinijo med izločanjem trosov v oddelek Coprinus iz rodu Agaricus.
Elias Magnus Fries je Persoonovo sekcijo Coprinus kasneje povzdignil v rang rodu in vrsta je postala znana kot Coprinus micaceus.
Molekularne študije objavljene v devetdesetih letih prejšnjega stoletja, so pokazale, da veliko tintnicam podobnih gob pravzaprav ni sorodnih druga drugi iz česar je sledila revizija rodu tintnic (Coprinus) v okviru katere je bil C. micaceus prenešen v rod tintovcev (Coprinellus).

## Galerija slik
- Ilustracija: Bulliard 1786
- Gruča sljudnatih tintovcev
- Klobuk, lističi in bet
- Trosi